# Flórida (Paraná)
Flórida est une municipalité brésilienne située dans l'État du Paraná.